# En Æresoprejsning
En Æresoprejsning er en dansk stumfilm fra 1916, der er instrueret af Holger-Madsen efter manuskript af William Soelberg.

## Handling
Denne artikel mangler et handlingsreferat. Hjælp os med at skrive det.

## Medvirkende
- Valdemar Psilander - Jens Holck, professor, dr. med.
- Anton de Verdier - Ernst Vang, ingeniør
- Ella Hansen - Else Vang, Ernsts søster
- Robert Schmidt - Gerh. Falk, premierløjtnant
- Else Mantzius - Marie Bruun, Elses veninde